# Psychiatrisch-Neurologische Wochenschrift
Psychiatrisch-Neurologische Wochenschrift – niemieckie czasopismo psychiatryczne, wydawane od 1899 do 1945 roku. Tygodnik założył Johannes Bresler; pierwsze cztery roczniki ukazywały się pod tytułem „Psychiatrische Wochenschrift”. Profil czasopisma był eklektyczny, w periodyku ukazywały się różnorodne artykuły adresowane do praktykujących psychiatrów i neurologów.
Współpracownikami czasopisma byli m.in. Anton, Beyer, Bleuler, Falkenberg, Fischer, Friedländer, Herting, Ilberg, Kluge, Kure, Lehmann, Meltzer, Mercklin, Mingazzini, Oláh, Pilcz, Schaffer, Scheer, Schloess, Schultze, Sommer, Starlinger, Vogt i Weygandt.